# Torbjörn Blomdahl

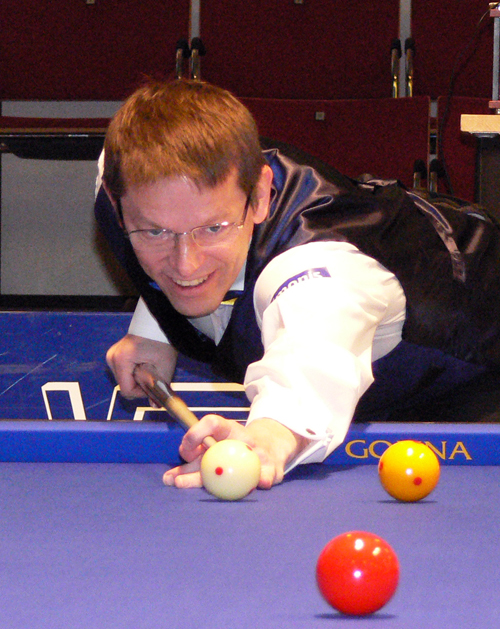

Torbjörn Blomdahl (Göteborg, 26 oktober 1962) is een Zweeds biljarter (zoon van Lennart Blomdahl) die als carambolebiljarter gespecialiseerd is in het driebanden en ook een wereldtopper is in het poolbiljarten. Hij heeft 18 Zweedse driebandentitels gewonnen. Zijn hoogste driebandenserie is 26. In het poolbiljart heeft hij demonstratiepartijen gewonnen van wereldtoppers als de Filipijn Efren Reyes en Young Hwae Jeong. Hij woont anno 2015 in Backnang in het Duitse Baden-Württemberg als nummer één van de wereld, regerend Europees en wereldkampioen.
Blomdahl won negenmaal het Europees kampioenschap driebanden (in 1985, 1986, 1988, 1989, 1991, 1998, 2001, 2006 en 2015), eindigde driemaal op de tweede plaats en evenveel keren op de derde plaats.
Hij won het wereldkampioenschap driebanden van de UMB in totaal zesmaal (in 1987, 1988, 1991, 1997, 2015 en 2019), werd vijfmaal tweede en één keer derde. 
Hij won elfmaal de jaarlijkse wereldbeker driebanden van de BWA. 
Hij won het wereldkampioenschap driebanden voor landenteams achtmaal: in 1987 en 1991 (beide keren met zijn vader) en in 2000, 2001, 2005, 2006, 2007 en 2008 (alle zesmaal met Michael Nilsson). Hij eindigde driemaal op de tweede plaats: in 1985 en 1990 (beide keren met zijn vader), en in 1999 met Michael Nilsson. En hij werd ook nog één keer derde: in 1993 (met zijn vader).
Hij won de eerste editie van de Sang Lee International in 2005 door in de finale de Turk Semih Sayginer te verslaan, en verdiende daarmee $15.000, de grootste geldprijs tot dan toe in het driebanden. Hij eindigde daar in 2006 op de tweede plaats en in 2008 werd hij er derde.
In 2008 en 2012 won hij het prestigieuze tornooi de AGIPI Billiard Masters in Frankrijk: de eerste keer behaalde hij de overwinning door winst in de finale op de Nederlander Dick Jaspers, die door het spelen van de hoogste serie en het hoogste partijgemiddelde echter meer geld verdiende, en in 2012 klopte hij de Koreaanse speler Kim Kyung-roul.